# Blabinotus spinicollis
Blabinotus spinicollis är en skalbaggsart som beskrevs av Thomas Vernon Wollaston 1854. Blabinotus spinicollis ingår i släktet Blabinotus och familjen långhorningar. IUCN kategoriserar arten globalt som nära hotad. Inga underarter finns listade.